# Hypena transcissalis
Hypena transcissalis är en fjärilsart som beskrevs av Walker 1866. Hypena transcissalis ingår i släktet Hypena och familjen nattflyn. Inga underarter finns listade i Catalogue of Life.